# Golo Mann
Pour les articles homonymes, voir Mann.
Angelus Gottfried Thomas Mann, dit Golo, né le 27 mars 1909 à Munich et mort le 7 avril 1994 à Leverkusen, est un historien, écrivain et philosophe allemand.

## Vie et travaux

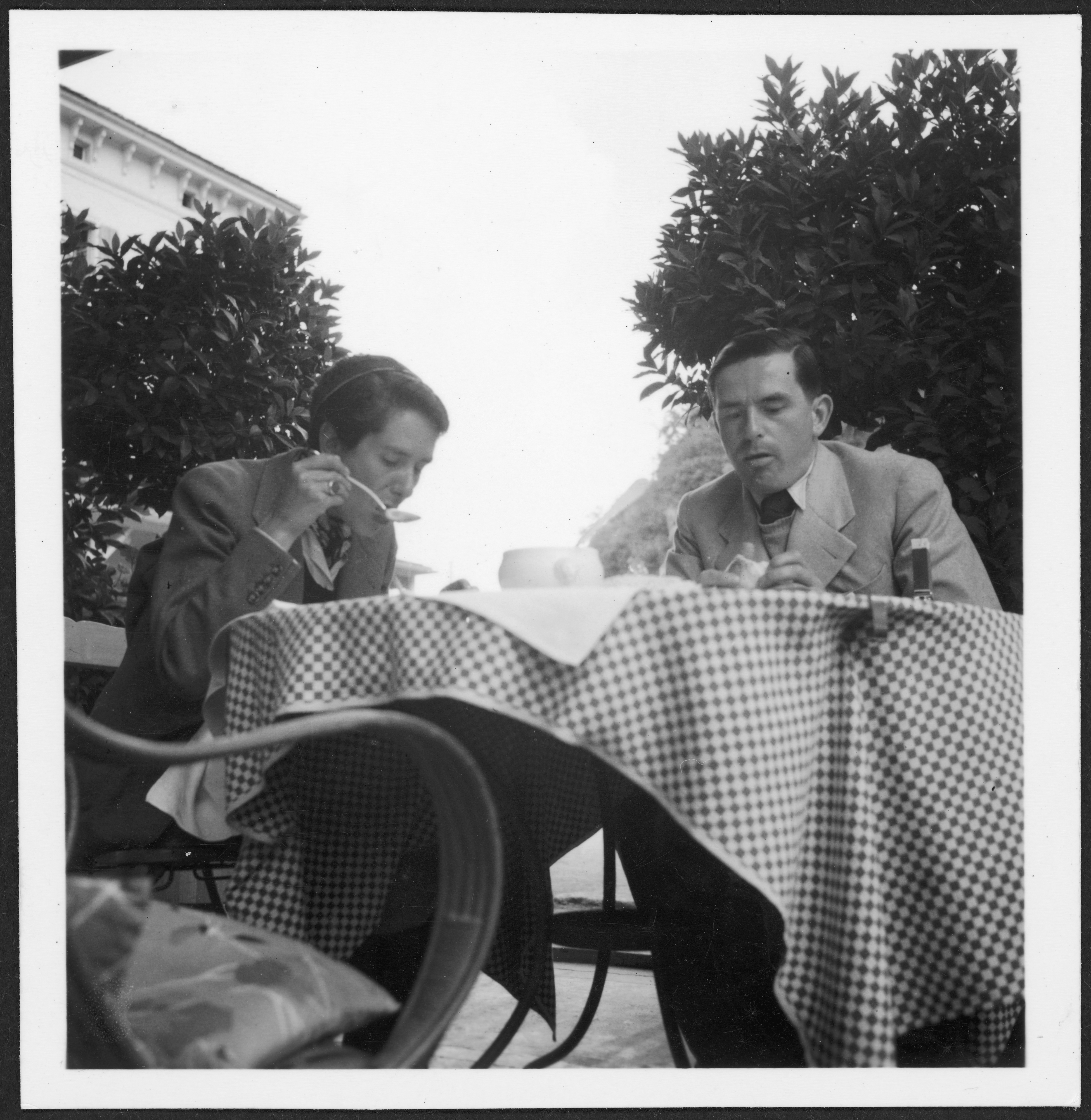
Golo et Erika Mann, 1936. Photo de Annemarie Schwarzenbach.

Troisième enfant de Thomas et de Katia Mann, Golo Mann est le jeune frère d'Erika et Klaus Mann et l'aîné de Monika, Elisabeth et Michael. De 1927 à 1932, il étudie la philosophie et l'histoire à Munich et Berlin, puis à l'université de Heidelberg, où il passe une thèse sur À la notion du particulier, moi et l'individuel chez Hegel.
Exilé en 1933, il passe en Suisse, avant de venir en France, où il est lecteur d'histoire allemande à l'École normale supérieure de Saint-Cloud, puis maître de conférence à l'université de Rennes. De 1937 à 1940, il est rédacteur à Zurich.
En mai 1940, il s'engage dans l'armée française, puis il est interné, au camp des Milles, comme la plupart des Allemands antifascistes séjournant en France. Grâce à la complicité de Varian Fry, il s'évade par les Pyrénées avec son oncle Heinrich, l'épouse de ce dernier, Nelly Kröger, Franz Werfel et Alma Mahler-Werfel, et parvient à gagner les États-Unis, où il enseigne dans diverses universités à partir de 1942, et jusqu'en 1958. Cette année-là, il achève son Histoire allemande des 19e et 20e siècles, aujourd'hui encore un classique sur le sujet.
En 1958, Golo Mann retourne en Europe. Il enseigne l'histoire politique à l'université de Stuttgart. En 1960, il devient professeur titulaire des sciences politiques ; il abandonne le poste en 1964. Homosexuel, il est écarté de l'université en 1963 (l’homosexualité pouvait alors être passible de prison en RFA). En 1965, il reçoit le prix Schiller de Mannheim et, en 1968, le prix Büchner. En 1971 paraît l'une de ses œuvres les plus remarquables, sa biographie sur Wallenstein, considérée, du fait de sa qualité littéraire, comme un chef-d'œuvre de l'historiographie.
Dans les années 1970 et 1980, Golo Mann fait partie des grandes figures intellectuelles de la République fédérale. Bien que considéré généralement comme conservateur, il prend parti dans les années 1970 pour l'Ostpolitik de Willy Brandt. Toutefois, il soutient plus tard Franz Josef Strauß.
Golo Mann meurt le 7 avril 1994, dans les bras d'Ingrid Beck-Mann, la femme de son fils adoptif Hans Beck. Il est enterré, selon sa volonté, à côté du caveau familial du cimetière de Kilchberg. Le fonds d'archives de Golo Mann se trouve aux Archives littéraires suisses à Berne.

## Prix et distinctions
- Prix Schiller de Mannheim, 1964
- Prix Georg Büchner, 1968
- Anneau Lessing, avec le prix littéraire des francs-maçons allemands, 1972
- Commandeur de l'ordre du Mérite de la République fédérale d'Allemagne, 1972
- Docteur honoris causa de l'Université de Nantes, 1973
- Ordre national du Mérite, 1973
- Prix de mémoire Schiller, 1977
- Prix Ernst Robert Curtius de l'essayiste, 1984
- Prix Goethe de Francfort et prix littéraire Friedrich Schiedel, 1985
- Prix littéraire de Bodensee et docteur honoris causa de l'université de Bath, en Angleterre, 1987

## Œuvres
- Friedrich von Gentz, 1947
- De l'Esprit de l'Amérique, 1954
- Histoire allemande des 19e et 20e siècles, 1958
- Guillaume II, 1964
- De Weimar à Bonn. Cinquante d'ans de République allemande, 1970
- Wallenstein, 1971
- Souvenirs et pensées. Une jeunesse en Allemagne, 1986
- Wir alle sind, was wir gelesen, 1989
- Le Savoir et le deuil, 1992